# Stazione di Mele
La stazione di Mele è una stazione ferroviaria della linea Acqui Terme–Ovada-Genova, tratto meridionale della linea storicamente denominata Asti-Genova, ubicata nei pressi della frazione Fado basso che dista 3,7 km dalla sede comunale di Mele, la quale denomina lo scalo.
Lo scalo è classificato dal gestore Rete Ferroviaria Italiana (RFI) all'interno della categoria bronze.
Nella stazione di Mele avveniva il passaggio da doppio a semplice binario della linea ferroviaria, tuttavia, in seguito alla frana del 25 novembre 2000 e ai successivi lavori di consolidamento della scarpata soprastante la sede dei binari, che hanno comportato una notevole riduzione di quest'ultima, il passaggio al binario unico avviene oggi presso lo sbocco della galleria ferroviaria del Turchino, circa 80 m a monte della stazione.

## Storia
La stazione venne attivata il 17 giugno 1894 come parte della tratta da Ovada a Genova della linea Asti-Genova.

## Servizi
La stazione dispone di:
- Sala d'attesa
- Ristorante
- Servizi igienici

## Interscambi
- Parcheggio
- Fermata autobus

Le linee degli Autobus Provinciali sono gestite da AMT Genova. 

## Galleria d'immagini

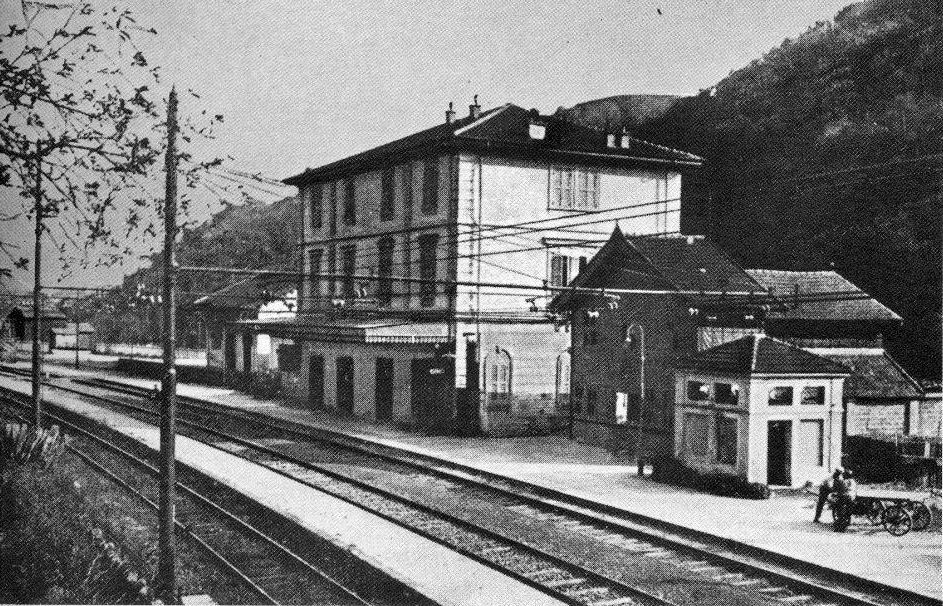
La stazione ferroviaria in una foto degli anni trenta del Novecento